# EN 60601-2-11
Die EN 60601-2-11 mit dem Titel „Medizinische elektrische Geräte – Teil 2-11: Besondere Festlegungen für die Strahlensicherheit von Gamma-Bestrahlungseinrichtungen“ ist Teil der Normenreihe EN 60601.
Herausgeber der DIN-Norm DIN EN 60601-2-11 ist das Deutsche Institut für Normung.
Die Norm basiert auf der internationalen Fassung IEC 60601-2-11. Im Rahmen des VDE-Normenwerks ist die Norm als VDE 0750-2-11 klassifiziert, siehe DIN-VDE-Normen Teil 7.
Diese Ergänzungsnorm regelt allgemeine Festlegungen für die Sicherheit, Prüfungen und Richtlinien von Gamma-Bestrahlungseinrichtungen.

## Gültigkeit
Die deutsche Ausgabe 4.2005 ist ab 9.2007 als Deutsche Norm angenommen.
- Die aktuelle Fassung (4.2005) ist korrespondierend mit der 2. Ausgabe der DIN EN 60601-1 anzuwenden.
- 7.2005 wurde eine Berichtigung veröffentlicht.
- Es wurde 6.2009 ein Entwurf für die 3. Ausgabe der DIN EN 60601-1 veröffentlicht.

## Anwendungsbereich
Die besonderen Festlegungen spezifizieren Anforderungen für die Sicherheit von Gammastrahlungseinrichtungen in der human-medizinischen Strahlentherapie. Dazu gehören auch Geräte, bei denen die Auswahl und die Anzeige von Betriebsparametern durch ein programmierbares elektronisches System kontrolliert werden können (PES). Die Norm spezifiziert die Anforderungen für Geräte und nicht für Strahlungsquellen.
Sie gelten für Geräte die umschlossene Strahlungsquellen benutzen und ein Gammastrahlenbündel bei normalen Bestrahlungsabständen größer als 5 cm erzeugen. Bei Geräten, die mit kleineren Abständen arbeiten, können besondere Vorsichtsmaßnahmen nötig sein.
Diese Norm gilt auch für MSSR, die ein einziges Isozentrum gleichzeitig mit mehr als einer umschlossenen radioaktiven Quelle bestrahlen. Die Quellen dürfen ortsfest oder beweglich sein.
Die besonderen Festlegungen gelten für solche Geräte, die
- unter der Verantwortung behördlich zugelassener oder entsprechend qualifizierter Personen vom Anwender betrieben werden, die die erforderliche Qualifikation für eine bestimmte medizinische Anwendung besitzen und in Übereinstimmung mit der Gebrauchsanweisung arbeiten,
- in festgelegten Zeitintervallen gewartet werden,
- regelmäßigen Überprüfungen durch den Betreiber unterzogen werden,
- für bestimmte klinische Zwecke benutzt werden, z. B. Stehfelderbestrahlung oder Bewegungsbestrahlung

Sie gelten außerdem für die Herstellung und für einige Aspekte der Installation von Gammabestrahlungseinrichtungen unter Einbeziehung von Typenprüfungen bzw. Abnahmeprüfungen.

## Zusatzinformation
Folgende geänderte Anforderungen sind in der EN 60601-2-11 enthalten (Auszug):
- Schutz vor übermäßiger Strahlung
- Genauigkeit der Betriebsdaten
- Schutz vor gefährlichen Ausgangswerten